# Fraction (chimie)
Pour les articles homonymes, voir Fraction.

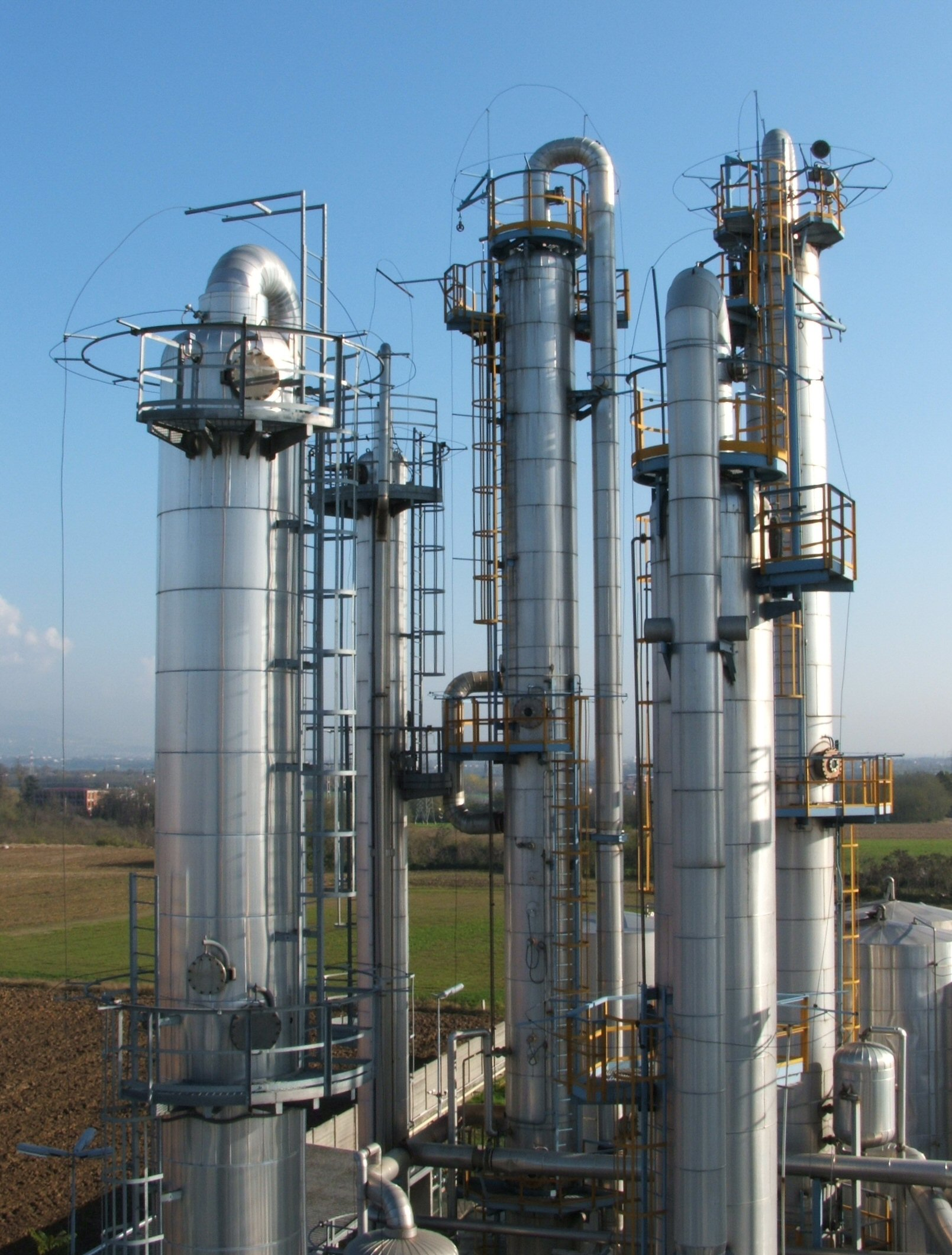
Colonne de distillation double effet pour le pétrole.

En chimie, une fraction (ou coupe) est le produit d'un procédé de fractionnement.
Une distillation, par exemple, produit une fraction lourde, ou résidu, et une fraction légère, ou distillat.
Dans un mélange azéotrope (cas le plus fréquent), la composition de chaque fraction dépend uniquement de celle du mélange initial, donc de la température d'ébullition de ce mélange. Pour obtenir une composition plus légère, il est nécessaire d'effectuer une nouvelle distillation du distillat, et inversement sur le résidu.

## Distillation des alcools
Pour la distillation des eaux-de-vie, comme le cognac ou l'armagnac, le résidu (appelé « vinasse ») est un effluent liquide, assez nauséabond, devant être traité avant son rejet comme effluent. La distillation se fait en deux passes :
1. La distillation du vin donne un distillat nommé « brouillis » ;
2. Une distillation des brouillis (dite « bonne chauffe ») donne un distillat coupé en trois parties : les têtes, le cœur et les queues. Le cœur fournit une eau-de-vie, claire et limpide, à l'odeur fruitée, qui après vieillissement en fûts de chêne fournira le cognac ou l'armagnac.